# Museu da Orangerie
O  Musée de l'Orangerie é uma galeria de arte impressionista e pós-impressionista localizada na Place de la Concorde em Paris. 

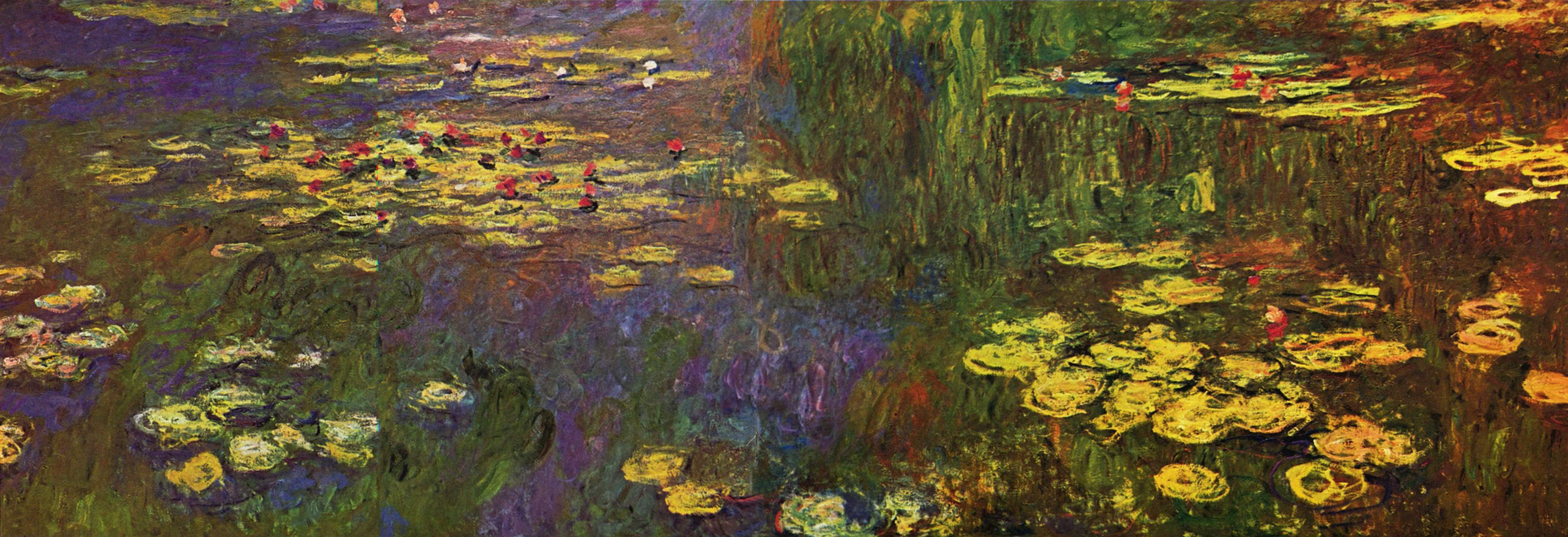
Claude Monet: Nymphéas, 1920-26

Contém trabalhos de Paul Cézanne, Henri Matisse, Amedeo Modigliani, Claude Monet, Pablo Picasso, Pierre-Auguste Renoir, Henri Rousseau, Chaim Soutine, Alfred Sisley e Maurice Utrillo entre outros.
A galeria está na antiga estufa do Palácio das Tulherias nos Jardins das Tulherias